# Route 239 (Terre-Neuve-et-Labrador)
Pour les articles homonymes, voir Route 239.
La route 239 est une route tertiaire de la province de Terre-Neuve-et-Labrador, située dans l'est de l'île de Terre-Neuve, sur la péninsule Bonavista. Elle est plus précisément située dans le sud de la péninsule, près de Port Rexton. Elle est une route moyennement empruntée entre son terminus nord et la rue Main vers Trinity, puis devient une route faiblement empruntée. Route alternative de la route 230, elle est nommée New Bonaventure Road, mesure 18 kilomètres, et est une route asphaltée sur l'entièreté de son tracé.

## Tracé
La 239 débute sur la route 230, la principale route de la région, à Lockston, 3 kilomètres à l'ouest de Port Rexton. Elle se dirige vers le sud sur 18 kilomètres,passant à l'est de Trinity, et suivant les montagnes près de la côte de la baie Trinity. Elle se termine sur un cul-de-sac, à New Bonaventure.

## Attraits
- Random Passage Film Set
- Le village pittoresque de Trinity

## Communautés traversées
- Lockston
- Goose Cove
- Dunfield
- Trouty
- New Bonaventure